# Audax Club parisien
 (mars 2021).
Pour les articles homonymes, voir ACP et Audax.
L'Audax Club parisien (ACP) est un club de cyclotourisme français. Il s'agit d'une association bénévole à but non lucratif créée à Paris en 1904. Elle organise des randonnées longue distance en France. L'événement le plus populaire est le Paris-Brest-Paris randonneur, organisé tous les quatre ans. L'Audax Club parisien est également la référence mondiale pour la pratique de la randonnée longue distance (en anglais : randonneuring), et travaille avec d'autres organisations de randonneurs à travers le monde par le relais de l'association internationale « Les Randonneurs mondiaux » (LRM).

## Historique

### Avril 1904: création des brevets Audax cyclistes
Henri Desgrange, du journal L'Auto, organise une épreuve visant à décerner des brevets de cyclisme. Celle-ci consiste à parcourir 200 km soit l'aller-retour entre Paris et Gaillon, à une moyenne de 18 km/h, sous la conduite de capitaines de route. Cette épreuve marque la naissance du brevet « Audax cyclistes ».

### 30 novembre 1904: fondation de l’Audax Club parisien
Des amis, titulaires du brevet « Audax cyclistes », décident peu après de créer une association à but non lucratif dans le but « d'encourager le développement du grand tourisme à bicyclette, d'éduquer les cyclistes, d'en faire des cyclotouristes ardents, des randonneurs endurcis et d'organiser des excursions ». Ils fixent le siège du nouvel Audax Club parisien au café du Vaudeville, 29 rue Vivienne, à Paris. La déclaration de l'association paraît au Journal officiel le 28 décembre 1904.

### 1906: gestion des brevets Audax
En 1906, l'ACP se voit confier, par Henri Desgrange, l'organisation des brevets « Audax cyclistes », qu'il va assurer en parallèle avec ses activités habituelles. Le club contribue ensuite pendant quinze ans à la prospérité de ces brevets.

### 1921: séparation entre ACP et UAF
En 1921, deux événements vont amener Henri Desgrange à retirer à l'ACP l'organisation des brevets Audax. Tout d'abord, l'ACP soutient L'Écho des sports, un journal concurrent de L'Auto, à l'occasion de l'organisation de la Polymultipliée de Chanteloup. Ensuite, les capitaines de route ne font pas respecter l'allure prévue (18 km/h) lors de l'épreuve visant à l'obtention du brevet, organisée le 10 avril 1921.
Certains capitaines choisissent alors de quitter l'ACP et créent l'Union des Audax Clubs parisiens, l'actuelle Union des Audax français (UAF), auquel le journal l'Auto confie l'organisation des brevets Audax.
En remplacement, l'Audax Club parisien crée le brevet de randonneur français à allure libre, dont le millionième brevet a été homologué en 2017.

### 1923: naissance de la Fédération française des sociétés de cyclotourisme (FFSC)
Le 8 décembre est créée la Fédération française des sociétés de cyclotourisme (FFSC), qui deviendra en 1942 la Fédération française de cyclotourisme ou FFCT. L'Audax Club parisien fait partie des sociétés fondatrices de la FFSC avec d’autres associations comme les Francs Routiers, le Cycle excursionniste parisien, le Touriste Club parisien et les Tandémistes parisiens.
Gaston Clément, alors membre de l'ACP, devient le premier président de cette nouvelle fédération.

### 1963: la fusion
Au début des années 1960, deux clubs sont dans le creux de la vague : l'Audax Club parisien et le Vélo-Club Courbevoie-Asnières (VCCA).
Jean Dejeans, alors président de l’ACP, décide de rencontrer Gilbert Bulté, président du VCCA, pour lui proposer une fusion des deux clubs. Afin de le remettre sur pied, quelques membres présents depuis les débuts et d'autres, revenus à cette occasion, joignent leurs efforts afin de ramener l'ACP au statut de club de premier plan de l'activité cyclotouriste. Gilbert Bulté est nommé nouveau président de l'Audax Club parisien.

### Aujourd'hui
Le redémarrage de l’ACP est l’œuvre du dirigeant Robert Lepertel, épaulé par son épouse Suzanne. Le Paris-Brest-Paris de 1971 dont Lepertel donne le départ est le premier jalon du renouveau. Le club ensuite ne cesse de grandir, tant dans ses effectifs que dans ses organisations. C’est aussi l’envolée des brevets randonneurs qui, de français deviennent européens et ensuite mondiaux. Quand Lepertel passe définitivement le relais, les fondations sont plus solides et l’ACP est connu dans le monde entier.
Lui succèdent à la tête du club, Marie-Thérèse Martin, puis Jean-Claude Massé qui crée la commission Paris-Brest et organise le Paris-Brest du centenaire. À son départ viennent Claude Aubague puis, pour treize années, Pierrot Théobald. Malgré l’ampleur de la tâche, ils maintiennent un club dynamique sur le plan des activités offertes à ses membres avec des Flèches de France en groupe, des concentrations de Pâques en Provence, des randonnées « club » en province et des rassemblements festifs. Et en parallèle, le club reste un organisateur majeur avec des effectifs de participants toujours plus nombreux et plus internationaux. Les limites de ce que peut faire lui-même un groupe de purs bénévoles, comme sont les membres de l’ACP, approchent alors.
À Thierry Miton succède très vite Thierry Rivet, qui s’emploie à sous-traiter davantage de tâches et permet à l’ACP de relever le défi d’organiser tous les quatre ans des Paris-Brest-Paris à plus de 6 000 participants venus du monde entier. Aujourd’hui, le club s’est rajeuni dans la composition de son comité directeur, autour de son nouveau président Luc Coppin, et il entend bien négocier le passage à l’ère numérique tout en conservant ses valeurs de toujours : le sport et l’amitié, le tourisme et la longue distance.

## Principales organisations toujours en place

### Brevet randonneur
Les BRM sont des épreuves cyclistes de longue distance, non compétitives et sans assistance, organisées dans le monde entier conformément au règlement de l’ACP. Seul l'ACP a le pouvoir d’homologuer les BRM. Il y a cinq distances : 200 km, 300 km, 400 km, 600 km et 1 000 km. Les délais sont respectivement de 13 heures 30 minutes, 20 heures, 27 heures, 40 heures et 75 heures. Les brevets sont à allure libre: les participants sont libres de rouler aussi vite ou aussi lentement qu'ils le souhaitent, à condition de respecter le délai du brevet. Tous les brevets ont des points de contrôle avec heures d'ouverture et de fermeture, où la carte de brevet personnelle du participant doit être signée et tamponnée. Aucune voiture suiveuse n'est autorisée sur les brevets, sauf aux points de contrôle. Rouler de nuit est habituel. Les brevets peuvent être utilisés comme qualificatifs pour le Paris-Brest-Paris ou pour des randonnées de 1 200 km (et plus) organisées sous l’égide des Randonneurs Mondiaux.
Le 11 septembre 1921, l'ACP organise le premier Brevet de Randonneur à Allure Libre, allure libre signifiant que le participant roule à son rythme. La moyenne minimale était de 14 km/h. En 1931, avoir effectué un brevet de 300 km était obligatoire pour s’inscrire au premier Paris-Brest-Paris Randonneur. Plus tard, le 400, puis le 600 sont devenus également obligatoires, et en 1979, tous les participants devaient avoir validé une série Super Randonneur (200, 300, 400 et 600 km) l'année du PBP. L'organisation s'est étendue à l'Europe en 1976 et au monde entier en 1983, à l'instigation de Robert Lepertel. Elle s'est alors appelée Brevets Randonneurs Mondiaux (BRM). Cela a permis aux randonneurs étrangers d'organiser des brevets qualificatifs dans leur pays. Aujourd'hui, les multiples brevets organisés à travers le monde, exactement sur la même base réglementaire, ne servent pas seulement à se qualifier pour des épreuves plus longues, mais ils sont aussi la manière habituelle de pratiquer la randonnée longue distance.

### Paris-Brest-Paris randonneur
Le Paris-Brest-Paris Randonneur (communément appelé PBP) est une randonnée de 1 200 km qui se déroule tous les quatre ans. Le délai maximum est de 90 heures. Aujourd'hui, le PBP accueille plus de 6 000 participants venus du monde entier.
En 1931, à l'occasion de la cinquième édition décennale Paris-Brest et retour qui, jusque-là, était réservé aux professionnels et touristes routiers, Camille Durand, président de l'ACP, décide la création d'une épreuve de randonneurs à allure libre sur 1 200 km.
Lors de ce premier Paris-Brest-Paris randonneur organisé par l'ACP, les délais accordés sont de 60 heures minimum et 96 heures maximum : 62 participants prennent le départ, 44 rejoignent l’arrivée. Le temps maximum est ramené à 90 heures en 1966.[réf. nécessaire]
En raison de la Seconde Guerre mondiale, la deuxième édition du PBP randonneur n'a lieu qu'en 1948, pour ensuite être organisé tous les cinq ans jusqu'en 1971. À compter de 1975, la périodicité devient quadriennale.
La progression des participants étrangers est constante depuis 1971 et leur nombre a dépassé celui des Français à partir de l'édition 2003. Ils sont deux fois plus nombreux en 2015 et trois fois plus nombreux en 2019.

### Flèche Vélocio
La Flèche Vélocio est une épreuve par équipe d'une durée de 24 heures, généralement organisée le week-end de Pâques. Les équipes se composent de 3 à 5 vélos et tous les membres roulent ensemble. Chaque équipe choisit son propre point de départ et son propre itinéraire. Toutes les équipes partent le Vendredi Saint ou tôt le samedi, et se dirigent vers le traditionnel rassemblement de Pâques en Provence. Au moins 360 km doivent être parcourus en 24 heures, mais l'objectif est de parcourir la plus longue distance possible. Après la Flèche, les membres de l'équipe vont au rassemblement et remettent leurs cartes au responsable de l'ACP. Les véhicules d'assistance ne sont pas autorisés, sauf pour le ravitaillement à des points de contrôle déterminés (dans les premiers temps, ceux-ci étaient limités à 3).
La Flèche Vélocio a été créée en 1947 en hommage à Paul de Vivie alias Vélocio, qui se rendait à vélo de Saint-Etienne en Provence, à Pâques (une distance d'environ 400 km). L’épreuve fut testée par une équipe de quatre membres de l’ACP, partis le vendredi 4 avril 1947 à 18 heures de Notre-Dame de Paris, pour rejoindre le rassemblement de Pâques en Provence. Après 24 heures de route, l’équipe atteignit Limonest, ayant parcouru 462 km sans assistance. Le dimanche matin, ils rejoignirent le rassemblement qui se tenait à Grignan. 
La Flèche Vélocio a été ouverte aux inscriptions en 1948. D'abord organisée par une commission, elle a été gérée par René Martinez de 1959 à 1963, par Claude Aubague de 1964 à 1995, et par Michèle Hugon depuis 1996. Jusqu'en 1983, la distance minimale à couvrir était de 350 km. La participation est restée modeste durant plus de 20 ans, plafonnant à 26 équipes. À partir de 1976, la Flèche Vélocio s'est considérablement développée avec des équipes venant de tous les coins de France. En 1984, 216 équipes ont participé en direction de Fontvieille. C'est le chiffre maximum du nombre d'équipes. Le record de distance est de 778 km, détenu depuis 1995 par le club US Métro (le seul club à avoir participé à toutes les éditions de la Flèche Vélocio depuis 1948). 

### Fléchette Vélocio
La Fléchette Vélocio a été testée par une équipe de l’ACP en 1987 et ouverte aux inscriptions en 1988. Le but est d’amener les jeunes à découvrir et apprécier la randonnée de longue distance en équipe. La Fléchette est une randonnée en équipe de 12 heures vers le rassemblement de Pâques en Provence. L'équipe doit parcourir de 150 km à 250 km. Rouler de nuit n'est pas obligatoire, et ne doit pas dépasser une heure. Chaque équipe compte au maximum 5 participants, dont 4 jeunes de 14 à 18 ans (14 à 20 depuis 2004) et un adulte ayant déjà validé une Flèche Vélocio, ou titulaire d'un diplôme d'instructeur délivré par la FFCT.

### Flèches Nationales
Les Flèches Nationales sont organisées selon le règlement de la Flèche Vélocio, mais avec un lieu de rassemblement situé ailleurs qu’en Provence, soit en France, soit dans d’autres pays. 
En France, l’épreuve, d’abord appelée Flèche Pascale (depuis 1982), a eu pour destination le rassemblement de Pâques en Quercy, mais tout organisateur peut proposer un autre lieu. À l’étranger, les premières Flèches Nationales ont vu le jour en 1985 (Canada, Australie). Leur développement a été accru par la présence de la Flèche Nationale dans la liste des épreuves qualificatives au Randonneur 5000. Suzanne Lepertel a assuré leur gestion jusqu’à son décès en 2014. Valéry Rochard a pris la relève (2015-2016), puis Sophie Matter. En 2021, il existe 37 pays organisateurs de Flèches Nationales.

### Traces Vélocio
Les Traces Vélocio sont une épreuve par équipe se déroulant parallèlement à la Flèche Vélocio (voir ci-dessus), sur une distance plus courte et avec la possibilité de s’arrêter la nuit. Chaque équipe est composée de 2 à 6 participants, partant généralement le samedi de Pâques de l'endroit de leur choix. La distance minimale à parcourir est de 200 km, la distance maximale de 360 km. Les Traces sont validées le dimanche matin par le responsable ACP lors du rassemblement de Pâques en Provence.
Les Traces Vélocio ont été créées en 1996 par la Fédération Française de Cyclotourisme (FFCT), pour célébrer le 90e anniversaire du rassemblement de Pâques en Provence. Représentant tous les itinéraires choisis par les différentes équipes, les Traces peuvent également suggérer que les participants d’aujourd’hui suivent les traces de Vélocio. En 1999, l'organisation des Traces Vélocio a été transférée à l'ACP. Au début, un arrêt de nuit devait être observé entre 22 heures et 6 heures du matin. L'objectif initial des Traces est de parcourir un itinéraire touristique dans des horaires diurnes. En janvier 2018, l'arrêt nocturne est devenu facultatif.

### Traces Nationales
Les Traces Nationales sont organisées selon le règlement des Traces Vélocio, mais avec un lieu de rassemblement situé ailleurs qu’en Provence, soit en France, soit dans d’autres pays. En général, elles sont organisées en même temps que la Flèche. 
En France, l’épreuve est apparue en 2009 lors de Pâques en Quercy. Elle  a d’abord porté le nom de Traces Pascales. À l’étranger, les premières Traces Nationales ont vu le jour en 2010 (Canada). En 2021, il existe 8 pays organisateurs de Traces Nationales.

### Flèches de France
Les Flèches de France sont des randonnées permanentes, et non des épreuves par équipe comme la Flèche Vélocio. Il y a 20 itinéraires, chacun reliant Paris à une ville à la frontière de la France. Ils peuvent être effectués dans les deux sens. Les distances vont de 189 à 993 km. Les participants peuvent effectuer une Flèche de France soit en Touriste (minimum 80 km par jour) soit en Randonneur. L'option Randonneur est divisée en 2 niveaux, Argent et Or. La moyenne minimale à tenir sur la Flèche dépend de la distance et du niveau visé (ex. : de 100 à 250 km : 20 km/h pour l’Argent et 25 km/h pour l’Or ; de 851 à 1 000 km : 15 km/h pour l’Argent et 20 km/h pour l’Or). L'autonomie n'est pas obligatoire. Du plus court (Paris-Dieppe) au plus long (Paris-Perpignan), tous les itinéraires offrent des paysages et des défis particuliers. Un trophée est offert aux participants ayant terminé les 20 Flèches (soit 11 000 km).
Les Flèches de France ont été créées en 1954 par Robert Lepertel et son ancien club, le Vélo-Club Courbevoie-Asnières (VCCA). Leurs itinéraires ont été mis en place par Gilbert Dauvergne. Elles sont devenues des organisations de l’ACP en 1963, lorsque les deux clubs ont fusionné. En 1988, chaque Flèche a été dotée d’un itinéraire alternatif sur des routes plus petites et à vocation touristique. Les itinéraires alternatifs s'appelaient Flèches Touristiques. Les anciens itinéraires, nommés Flèches Classiques, ont été supprimés en 2012.
Pour ceux qui avaient parcouru les 20 Flèches, une 21e Flèche reliant Viroflay à Autrans a été proposée de 1986 à 2018. Cette Flèche spéciale avait été créée par Roger et Marie-Thérèse Martin. Les Flèches de France sont très populaires depuis 1954 (aujourd'hui, 45 000 Flèches ont été effectuées, soit 18 millions de km).

### Tour de Corse
Le Tour de Corse est une randonnée permanente d'environ 1 000 km et 16 700 m de dénivelé positif autour de la Corse. L'itinéraire proposé peut être parcouru dans les deux sens et peut être modifié à la convenance de chacun, seul le passage aux 16 contrôles désignés étant obligatoire. Il n'y a pas de limite de temps pour effectuer le tour, ni de règle d'autonomie à respecter.
Le Tour de Corse est né en complément des Flèches de France (voir ci-dessus). Comme il n'était pas possible de proposer une Flèche de France reliant Paris à Ajaccio ou à Bastia, le Vélo-Club Courbevoie-Asnières (VCCA) et Gilbert Dauvergne créèrent le Tour de Corse en 1956. Lorsque les deux clubs ont fusionné en 1963, le Tour de Corse fut repris par l'ACP. Le Tour de Corse a été labellisé par la Fédération Française de Cyclotourisme en 1995 sous le numéro 125. 

### Relais de France
Les Relais de France sont des randonnées permanentes, reliant 20 villes différentes situées à la frontière de la France. Ces villes sont les mêmes que les villes reliées à Paris sur les Flèches de France. Les itinéraires peuvent être empruntés dans les deux sens. Pour information (chaque participant pouvant choisir son propre itinéraire), les distances vont de 124 à 568 km. Un minimum de 80 km par jour doit être parcouru. Un trophée est offert aux participants ayant terminé les 20 Relais de France.
Les Relais de France ont été créés en 1978 par le club cycliste Union Sportive de Créteil, avec Roger Baumann comme organisateur. En 2012, l'Union Sportive de Créteil a abandonné cette organisation. Parfaitement complémentaires des Flèches de France, les Relais de France ont été repris en 2013 par l’ACP. Jean-Pierre Pendu en a assuré la gestion en adaptant la réglementation et les parcours.

### Distinctions

#### Randonneur 5000
Le Randonneur 5000 a été créé en 1961 pour les randonneurs ayant parcouru une distance d'au moins 5 000 km sur les différentes épreuves de longue distance organisées ou promues par l'ACP. Le participant doit effectuer une série complète de brevets de 200, 300, 400, 600 et 1 000 km, un Paris-Brest-Paris Randonneur, une Flèche Vélocio ou Flèche Nationale, et les distances restantes parcourues sur d'autres épreuves homologuées par l'ACP pour un total d'au moins 5 000 km.

#### Randonneur 10000
Le Randonneur 10000 a été créé en 2011 pour les randonneurs ayant parcouru une distance d'au moins 10 000 km sur les différentes épreuves de longue distance organisées et / ou promues par l'ACP. Le participant doit effectuer deux séries complètes de brevets de 200, 300, 400, 600 et 1 000 km, un Paris-Brest-Paris Randonneur, une autre épreuve de 1 200 km + homologuée par Les Randonneurs Mondiaux, une Flèche Vélocio ou Flèche Nationale, une Super Randonnée (dans l'option Rando), et les distances restantes parcourues sur d'autres épreuves approuvées par l'ACP pour un total d'au moins 10 000 km. Les épreuves utilisées pour postuler au Randonneur 5000 peuvent être utilisées pour postuler au Randonneur 10000.

## Organisations ACP appartenant au club mais qui ne sont plus organisées

### Raids
Outre les brevets d'Audax organisés jusqu'en 1921, le club aura également organisé des raids de 300 et 400 km. À partir de 1914, ces raids ne sont plus placés sous la conduite de capitaines de route, le candidat pouvait cycler seul, à son allure personnelle, n'ayant à répondre qu’aux différents contrôles fixes ou secrets.

### Polymultipliée de Chanteloup
En 1913 et 1914, puis à partir de 1921, l'ACP prête son concours à l'organisation d'un Championnat de bicyclette polymultipliée sur le circuit de Chanteloup. Ce championnat devient plus tard le Brevet de grimpeur de Chanteloup : les concurrents devaient effectuer 10 tours du circuit en 5 heures maximum. La carte de route devait être timbrée lors de chaque tour et la marche à pied était interdite.

### Critérium d'Hiver Parisien et Critérium des Cyclotouristes
Pendant l'entre-deux-guerres, l'ACP est le plus important club de la région parisienne. À la fin des années 1930, l'A.C.P., toujours en avance sur le temps, crée deux organisations inédites qui eurent beaucoup de succès après Seconde Guerre mondiale :
- le critérium d'hiver parisien, qui consistait à effectuer isolément, dans Paris ou la très proche banlieue, un parcours en se rendant aux différents contrôles indiqués succinctement et de répondre à un questionnaire reçu au départ et remis à l'arrivée. Le classement était effectué compte tenu du temps réel mis pour effectuer le circuit, augmenté éventuellement des pénalités accordées pour réponse erronée ou non réponse ;
- le critérium des cyclotouristes, créé en 1937, était une épreuve organisée l'été sur un parcours d’environ 90 km sur tous terrains praticables. Celle-ci devait être couverte à une moyenne de 15 km/h. Départs séparés avec dispersion de contrôle à contrôle, chacun étant ainsi dans l’obligation de rechercher, d'après la carte, le contrôle suivant sommairement indiqué. Il ne s'agissait ni d'une course ni d'un brevet mais d'une épreuve également touristique puisque souvent hors des chemins battus ; sportive, quoique la vitesse pure en soit exclue mais dont le minimum exige une certaine qualité ; technique, les concurrents étant livrés à eux-mêmes dès le départ et devant assurer aussi bien la réparation de leur machine que la recherche du parcours à effectuer.

### Journée Vélocio parisienne
La Journée Vélocio Parisienne, nommée plus tard Matinée Vélocio, était une journée de rencontre pour la promotion du cyclotourisme (et des vélos de tourisme), qui comportait un contre-la-montre individuel en côte. C'était l'une des organisations phares de l’ACP. C’est en 1924 qu'a lieu la première édition, dans la côte de la Madeleine en Vallée de Chevreuse. En 1925, elle est organisée dans la côte de la Jonchère à Bougival et, à compter de 1926, elle prend place dans la côte de la Barbanerie à Maurecourt puis dans celle de Jouy-le-Moutier. Annulée en 1980 par défaut d’autorisation, elle se déplace en 1981 et 1982 dans la côte des Princes dans le Val-d'Oise.
Elle disparaît ensuite du calendrier de la Fédération française de cyclotourisme. L’ACP essaie de la sauver en l'organisant sous l'égide de l'UFOLEP et, à compter de 1983, sur le circuit routier de l’autodrome de Montlhéry. L'évènement est finalement abandonné en 1988.

### Brevet de grimpeur TA
Appelé aussi Matinée TA, le brevet de grimpeur TA a été organisé en 1962 et 1963 par le Vélo-Club Courbevoie-Asnières (VCCA). L'ACP a pris le relais en 1964, après la fusion des deux clubs, apportant ainsi une suite logique au brevet de grimpeur de Chanteloup qui ne pouvait plus avoir lieu sur son circuit. Le délai de 5 heures est maintenu en vigueur, l’épreuve ne comportant pas de classement. Les machines doivent être équipées de garde-boue avant et arrière, seules exigences anciennes qui furent maintenues. Ce Brevet est étendu à toute la France en 1975, un an après la création du super brevet de grimpeur TA auquel participait les qualifiés du brevet simple.
Dans l’esprit de ses créateurs, le super brevet était une sorte de grande finale nationale, la fête du vélo. Il fut organisé pendant 5 ans à Verdigny sur un parcours particulièrement difficile, puis passa par Neufchâtel-en-Bray et Trucy. La dernière édition a lieu en 1987.

### Challenge national Georges-Navet
George Navet est le fondateur de Spécialités T.A. Ce challenge, créé en 1980, était destiné à promouvoir le cyclotourisme de grande randonnée. Ouvert à toutes les sociétés de cyclotourisme, il a permis pendant onze ans à 60 grandes randonnées françaises sélectionnées d'au moins 200 km de faire découvrir leurs parcours. Le choix des organisations était fait sur proposition des sociétés organisatrices, qui transmettaient chaque année à l'ACP les résultats.
En 1992, l'ACP — en accord avec les établissements Spécialités T.A. — décide de mettre fin à l'épreuve.

### Gentlemen parisiens
Les Gentlemen parisiens ont été organisés pour la première fois en 1965 sur le parcours de La Malnoue à Croissy-Beaubourg. Il s’agit d'une épreuve cycliste disputée suivant la formule handicap contre-la-montre par équipe de deux. Le temps est pris sur le gentleman pour les équipes « hommes » et sur la féminine pour les équipes « mixtes ».
Pour le temps compensé, il est accordé :
- une seconde par mois d'âge au-dessus de 40 ans pour le gentleman homme ;
- une seconde par mois d'âge au-dessus de 35 ans pour les femmes.

En 1981 la conjonction des pouvoirs publics, du Ministère français des sports et de l’accord du conseil d’administration de la FFCT, font qu'au sein de cette dernière plus aucune manifestation à caractère strictement sportif ne peut être envisagée. En conséquence, l'assemblée générale de fin 1980 a décidé de ratifier la décision unanime prise par le Bureau d'avoir la double appartenance fédérale FFCT et UFOLEP à partir de 1981.
Au cours des années, les parcours ont été modifiés. Ils se sont déroulés successivement au Plessis-aux-Bois, puis à compter de 1982 sur le circuit routier de l'autodrome de Linas-Montlhéry puis en forêt de Rambouillet, près de Poigny-la-Forêt, depuis 1995.
Cette organisation est abandonnée en 2010 par ses bénévoles déjà trop sollicités.

### Super Randonnées
Les Super Randonnées ont été créées en 2009 par l’Audax Club parisien, sur une proposition de Sophie Matter, qui est responsable de cette organisation depuis l’origine. Les Super Randonnées sont des randonnées permanentes de 600 km en montagne. Elles comportent plus de 10 000 mètres de dénivelé positif. 
Deux formules sont proposées aux participants : Randonneur (délai 60 heures) et Touriste (moyenne de 75 km minimum par jour). L’autonomie fait partie du jeu : les participants ne doivent pas recourir à l’aide d’un véhicule. Ils prennent une photo de leur vélo aux lieux de contrôle désignés par l’organisateur. Les Super Randonnées empruntent des cols et des sommets parfois célèbres, parfois peu connus. Les paysages sont grandioses. Neuf itinéraires sont proposés en France, et 112 à l’étranger(chiffres 2020). Un trophée est offert aux participants qui ont effectué 10 Super Randonnées.
En décembre 2021, l'association cycliste Provence Randonneurs, présidée par Sophie Matter, prend le relais de l'Audax Club Parisien pour l'organisation des Super Randonnées. À partir de 2022, les Super Randonnées sont organisées, contrôlées et validées par Provence Randonneurs

## Liste des présidents de l’Audax Club parisien
| Année       | Nom              | Année                 | Nom                   |
| ----------- | ---------------- | --------------------- | --------------------- |
| 1904 - 1909 | Armand LE RENDU  | 1946 – 1950           | Jean DEJEANS          |
| 1910        | Louis ROUDAIRE   | 1951                  | Alfred GADECEAU       |
| 1911 – 1912 | Fernand FAUVEAU  | 1952                  | Lucien VIRGILE        |
| 1913 – 1914 | Paul LECLERCQ    | 1953 – 1956           | René MARTINEZ         |
| 1915 – 1916 | Henri de COPPET  | 1957 – 1962           | Jacques PASSAYS       |
| 1917 – 1918 | Maurice MAITRE   | 1963                  | Jean DEJEANS          |
| 1919 – 1922 | Armand DUBRAY    | 1964 – 1971           | Gilbert BULTÉ         |
| 1923 – 1924 | Gaston LECLERE   | 1972 – 1983           | Robert LEPERTEL       |
| 1925 – 1926 | Maurice MAITRE   | 1984                  | Marie-Thérèse MARTIN  |
| 1927 – 1931 | Camille DURAND   | 1985-1991             | Jean-Claude MASSÉ     |
| 1932 – 1934 | Adolphe DESCUBES | 1991 – 1995           | Claude AUBAGUE        |
| 1935 – 1937 | Paul PANGAUD     | 1996 – 2008           | Pierre THÉOBALD       |
| 1938 – 1942 | René SAMSON      | 2009-2010             | Thierry MITON         |
| 1943 – 1945 | Pierre MOLINIER  | 2010 (interim 5 mois) | Jean-Gualbert FABUREL |
| 1946        | Pierre MOLINIER  | 2011 – 2019           | Thierry RIVET         |
| 1946        | Henri CONTENT    | 2020                  | Luc COPPIN            |